# 中華人民共和国退役軍人事務部
中華人民共和国退役軍人事務部（ちゅうかじんみんきょうわこくたいえきぐんじんじむぶ、中国語: 中华人民共和国退役军人事务部）は、中華人民共和国国務院に属する行政部門。退役軍人に関わる行政を所掌している。

## 歴史
- 2018年3月17日、中華人民共和国退役軍人事務部が設立された[1]。

## 下位機構
- 弁公庁
- 政策法規司
- 思想政治与権益維護司
- 規画財務司
- 移交安置司
- 就業創業司
- 軍休服務管理司
- 擁軍優撫司
- 褒揚紀念司（国際合作司）
- 機関党委（人事司）

## 直属事業単位
- 国家退役軍人服務中心
- 退役軍人事務部退役軍人培訓中心（退役軍人報刊社）
- 退役軍人事務部烈士紀念設施保護中心（烈士遺骸搜尋鑒定中心）
- 退役軍人事務部退役軍人信息中心
- 退役軍人事務部宣伝中心

## 歴任部長
- 裴金佳（2022年6月24日現在）